# Кимберли Барет
Кимберли „Ким“ Барет (енгл. Kimberly "Kim" Barrett; Montego Bay, Јамајка 18. новембар 1981) била је јамајканска атлетичарка специјалиста за бацање кугле. У периоду 2003—2005. такмичила се и у бацању кладива. Првобитно је представљала Јамајку, а 2006. узела је порториканско јер се у Порторику удала и променила презиме у Барет-Лосада.
За Јамајку је освојила бронзану медаљу на Првенству Средње Америке и Кариба 2005. Учествовала је на Олимпијским играма у Атини и Светском првенству 2005. у Хелсинкију, али на њима је испадала у квалификацијама и није успела ући у финале.
Као Порториканка учествовала је на Првенству Средње Америке и Кариба 2011. и заузела 6 место.
Занимљиво је да у обе земље држи националне рекорде у бацању кугле који опстају до данас (јул 2015).

### Значајнији резултати
| Датум                  | Текмичење                         | Место                | Пласман              | Резултат             |                      |
| Представљала Јамајку   | Представљала Јамајку              | Представљала Јамајку | Представљала Јамајку | Представљала Јамајку | Представљала Јамајку |
| ---------------------- | --------------------------------- | -------------------- | -------------------- | -------------------- | -------------------- |
| 2004                   | Олимпијске игре                   | Атина, Грчка         | 27.                  | 16,54 м              |                      |
| 2005                   | Првенство Средње Америке и Кариба | Насау, Бахаме        |                      | 18,03 м              |                      |
| 2005                   | Светско првенство                 | Хелсинки, Финска     | 13.                  | 17,85 м              |                      |
| Представљала Порторико |                                   |                      |                      |                      |                      |
| 2011                   | Првенство Средње Америке и Кариба | Мајагвез, Порторико  | 6.                   | 15,22 м              |                      |

## Национални рекорди
Јамајка — 18,28 Гејнсвил, 29. мај 2004. ( рекорд важи и данас 30. јул 2015)
Порторико — 16,40 Корал Гејблс, 19. март 2011. (рекорд важи и данас 30. јул 2015)

### Лични рекорди Кимберли Барет
| Дисциплина              | Резултат | Место          | Датум             |
| ----------------------- | -------- | -------------- | ----------------- |
| Бацање кугле (отворено) | 18,28 НР | Гејнсвил, САД  | 29. мај 2004.     |
| Бацање кугле (дворана)  | 18,19 НР | Чапел Хил, САД | 19. фебруар 2014. |
| Бацање кладива          | 63,24    | Гејнсвил, САД  | 2. мај 2004.      |